# بهشت (فیلم ۱۹۲۸)
بهشت (انگلیسی: Paradise) فیلمی در ژانر درام است که در سال ۱۹۲۸ منتشر شد. از بازیگران آن می‌توان به بتی بالفور و الکساندر دارسی اشاره کرد.